# Frontera entre Moçambic i Tanzània
La frontera entre Moçambic i Tanzània és una línia que limita els territoris de Moçambic i de Tanzània, a Àfrica oriental.
Aquesta línia segueix pràcticament tot el curs del riu Rovuma, que desemboca a l'oceà Índic des del llac Niassa. La línia limítrof comença al marge oriental del llac Niassa i acaba a l'oceà Índic, junt a població moçambiquesa de Namiranga.

## Descripció
La frontera comença als marges del llac Malawi i després pren una direcció est-oest. Passa breument per les Muntanyes Livingstone i després segueix el riu Rovuma (o Ruvuma) fins a la seva desembocadura a l'oceà Índic al nord de Cabo Delgado.

## Història
Els orígens d'aquesta frontera es remunten al segle xvi. En aquest moment, la costa d'Àfrica Oriental estava dominada pels portuguesos, que havien establert factories. La incursió dels corsaris otomans dues vegades en 1585 i 1589 en aquestes costes així com la invasió de la tribu interior dels zamba durant el mateix període empeny els portuguesos a organitzar millor les seves possessions. Creen la capitania de Mombasa en 1593 que limita amb la capitania de Sofala a través de la de Cabo Delgado, i aquesta demarcació es considera per tant la base del límit actual com una de les més antigues de les fronteres africanes.
El traçat de la frontera actual s'estableix entre la colònia portuguesa de Moçambic, i la colònia alemanya de Tanganyika al final del segle xix durant el repartiment d'Àfrica per les potències europees.

## Passos fronterers
L'encreuament de la frontera es produeix majoritàriament al llarg de la costa entre la ciutat tanzana de Mtwara i la ciutat moçambiquesa de Quionga. No es permet a cap edificació travessar el riu, però s'ha construït el pont de la Unitat de 600 metres entre les dues viles.

## Poblacions
La població local es compon principalment de Wa yao de confessió musulmana i ngonis, prop del llac Malawi.